# Tutin
Tutin (en serbe cyrillique : Тутин) est une ville et une municipalité de Serbie situées dans le district de Raška et dans la région du Sandjak. Au recensement de 2011, la ville de Tutin comptait 9 953 habitants et la municipalité dont elle est le centre 30 770.

## Géographie
La municipalité de Tutin est située à l'extrême sud-ouest de la Serbie centrale, à la limite du Monténégro et du Kosovo i Metohija. La région est située dans la chaîne montagneuse du Zlatar, dans la partie la plus orientale des Alpes dinariques. La zone se compose de trois ensembles géographiques. Le premier ensemble couvre une superficie de 463 km2, soit 62,5 % du territoire municipal ; situé à l'est de la ville de Tutin, il comprend une partie du plateau de Pešter et, du nord au sud, les monts Ninaja, Jarut et Hum ; l'altitude y est comprise entre 1 000 et 1 500 m. Le second ensemble comprend le bassin de Tutin et le poljé de Kostan s'étendent sur environ 190 km2, soit 25,5 % du territoire, à une altitude comprise en 800 et 1 000 m ; en dessous de 800 m se trouvent la vallée de la rivière Ibar (15 km2). Un troisième ensemble, plus complexe, s'étend sur 12 % du territoire et correspond aux contreforts des monts de la Mokra gora ; l'altitude y est comprise entre 1 500  et   2 000 m. Cette dernière montagne n'appartient déjà plus à la chaîne du Zlatar.
À l'est de la municipalité coule la rivière Boroštica. Mais la rivière la plus importante du secteur est l'Ibar, au sud, qui traverse la municipalité de Tutin sur 25 km. Plusieurs affluents de l'Ibar coulent dans la région, comme la Godulja, le Vidrenjak, la Suhovara et la Crna reka (encore appelée Crna rijeka). En raison du caractère karstique du terrain, toutes ces rivières, et notamment l'Ibar, ont creusé des canyons et des gorges. Un barrage sur l'Ibar a créé le lac réservoir de Gazivode, long de 27 km, qui s'étend partiellement sur la municipalité de Tutin. Le Vidrenjak traverse la ville de Tutin et lui assure son alimentation en eau.

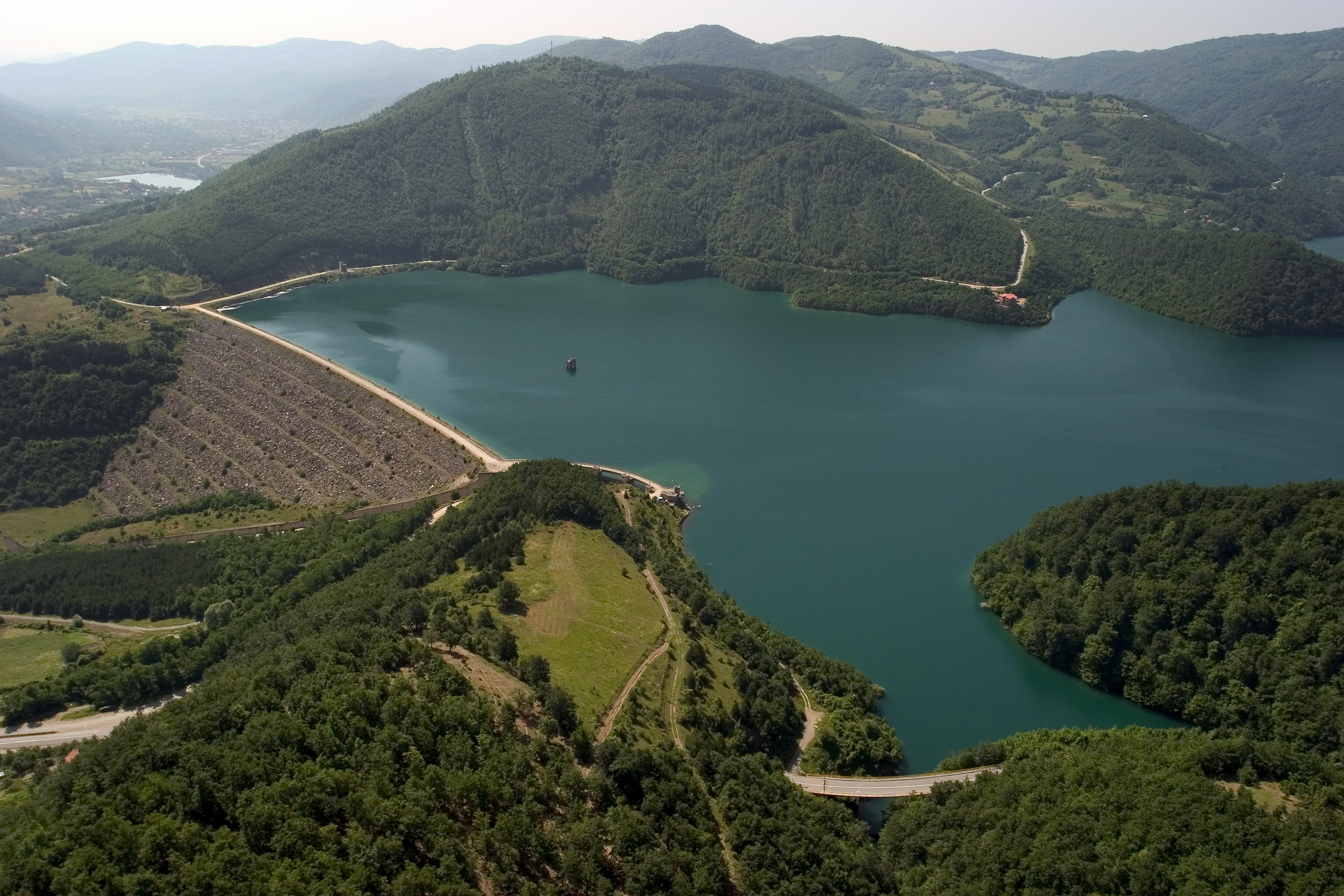
Le lac de Gazivode, près de Tutin.

## Climat
La région se caractérise par de longs hivers neigeux et par des étés courts et frais, à l'exception des vallées de l'Ibar et du Vidrenjak qui jouissent d'un climat subalpin.

## Histoire
Tutin est mentionnée par la première fois dans une charte datée du 28 mai 1396.

## Localités de la municipalité de Tutin

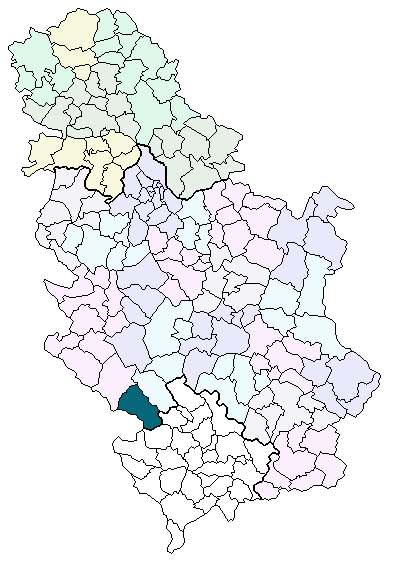
Localisation de la municipalité de Tutin en Serbie.

La municipalité de Tutin compte 93 localités :
| - Arapoviće - Baljen - Batrage - Baćica - Biohane - Blaca - Bovanj - Boroštica - Braćak - Bregovi - Brniševo - Bujkoviće - Velje Polje - Veseniće - Vrapče | - Vrba - Glogovik - Gluhavica - Gnila - Godovo - Gornji Crniš - Gradac - Gujiće - Gurdijelje - Guceviće - Devreč - Delimeđe - Detane - Dobri Dub - Dobrinje | - Dolovo - Draga - Dubovo - Dulebe - Đerekare - Ervenice - Žirče - Župa - Žuče - Zapadni Mojstir - Izrok - Istočni Mojstir - Jablanica - Jarebice - Jezgroviće | - Jeliće - Južni Kočarnik - Kovači - Koniče - Leskova - Lipica - Lukavica - Melaje - Mitrova - Morani - Naboje - Nadumce - Namga - Noćaje - Oraše | - Orlje - Ostrovica - Paljevo - Piskopovce - Plenibabe - Pokrvenik - Pope - Popiće - Potreb - Pružanj - Raduhovce - Raduša - Ramoševo - Reževiće - Ribariće | - Rudnica - Ruđa - Saš - Severni Kočarnik - Smoluća - Starčeviće - Strumce - Suvi Do - Točilovo - Tutin - Ćulije - Crkvine - Čarovina - Čmanjke - Čukote | - Šaronje - Šipče - Špiljani |

Tutin est officiellement classée parmi les « localités urbaines » (en serbe : градско насеље et gradsko naselje) ; toutes les autres localités sont considérées comme des « villages » (село/selo).

## Démographie

### Ville

#### Évolution historique de la population dans la ville
| 1948 | 1953 | 1961  | 1971  | 1981  | 1991  | 2002  | 2011  |
| ---- | ---- | ----- | ----- | ----- | ----- | ----- | ----- |
| 600  | 870  | 1 536 | 3 458 | 6 233 | 8 840 | 9 111 | 9 953 |

### Municipalité

#### Répartition de la population dans la municipalité (2002)
La municipalité de Tutin est habitée par 94,23 % de Bosniaques et 4,32 % de Serbes.
Toutes les localités de la municipalité possèdent une majorité de peuplement bosniaque, à l'exception des villages de Dobrinje, Zapadni Mojstir, Južni Kočarnik, Pope et Strumce, qui sont majoritairement habités par des Serbes.

## Politique
La ville de Tutin est située dans une région appelée Raška. De nombreux partis politiques, ancrés dans cette région, ont comme but de défendre les intérêts de la minorité bosniaque en Serbie. Parmi les plus importants figurent le Parti démocratique bosniaque du Sandžak d'Esad Džudžević, originaire de Tutin, le Parti d'action démocratique du Sandžak de Sulejman Ugljanin, l'ancien maire de Novi Pazar, ou encore le Parti social-libéral du Sandžak de Bajram Omeragić. Lors des élections législatives serbes de mai 2008, ces trois partis, ainsi que le Parti réformiste du Sandžak et le Parti social-démocrate du Sandžak, ont formé une coalition appelée Liste bosniaque pour un Sandžak européen dirigée par Sulejman Ugljanin ; cette liste a présenté 150 candidats et a remporté 2 sièges qui sont revenus à Esad Džudžević et à Bajram Omeragić,.
Un autre parti défendant la minorité bosniaque est le Parti démocratique du Sandžak de Rasim Ljajić. À l'élection présidentielle serbe de 2008, ce parti a apporté son soutien au président sortant Boris Tadić dès le premier tour et, aux élections législatives de 2008, il s'est associé à la coalition « Pour une Serbie européenne » conduite par Dragoljub Mićunović, membre du Parti démocratique et soutenu par le président Tadić, ce qui a valu au parti quatre sièges de députés au Parlement.

### Élections locales
À la suite des élections locales de 2004, Šamsudin Kučević a été élu pour quatre ans président (maire) de la municipalité de Tutin. Il a été réélu aux élections locales serbes de 2008 mais, par la suite, il a été nommé Directeur de l'Office gouvernemental pour le développement des régions sous-développées et, conformément à la loi, il a dû démissionner. Le 4 septembre 2008, l'assemblée municipale a élu à sa place Bajro Gegić, membre de la Liste bosniaque pour un Sandžak européen.
À la suite des élections locales serbes de 2008, les 37 sièges de l'assemblée municipale de Tutin se répartissaient de la manière suivante :
| Parti                                    | Sièges |
| ---------------------------------------- | ------ |
| Liste bosniaque pour un Sandžak européen | 21     |
| Pour un Tutin européen                   | 12     |
| G17 Plus - Ensemble pour Tutin           | 3      |
| Parti pour le Sandžak                    | 1      |

## Personnalités
Esad Džudžević, président du Parti démocratique bosniaque du Sandžak et député au Parlement de Serbie, est né à Mitrova, près de Tutin.